# سلوك جنسي حيواني

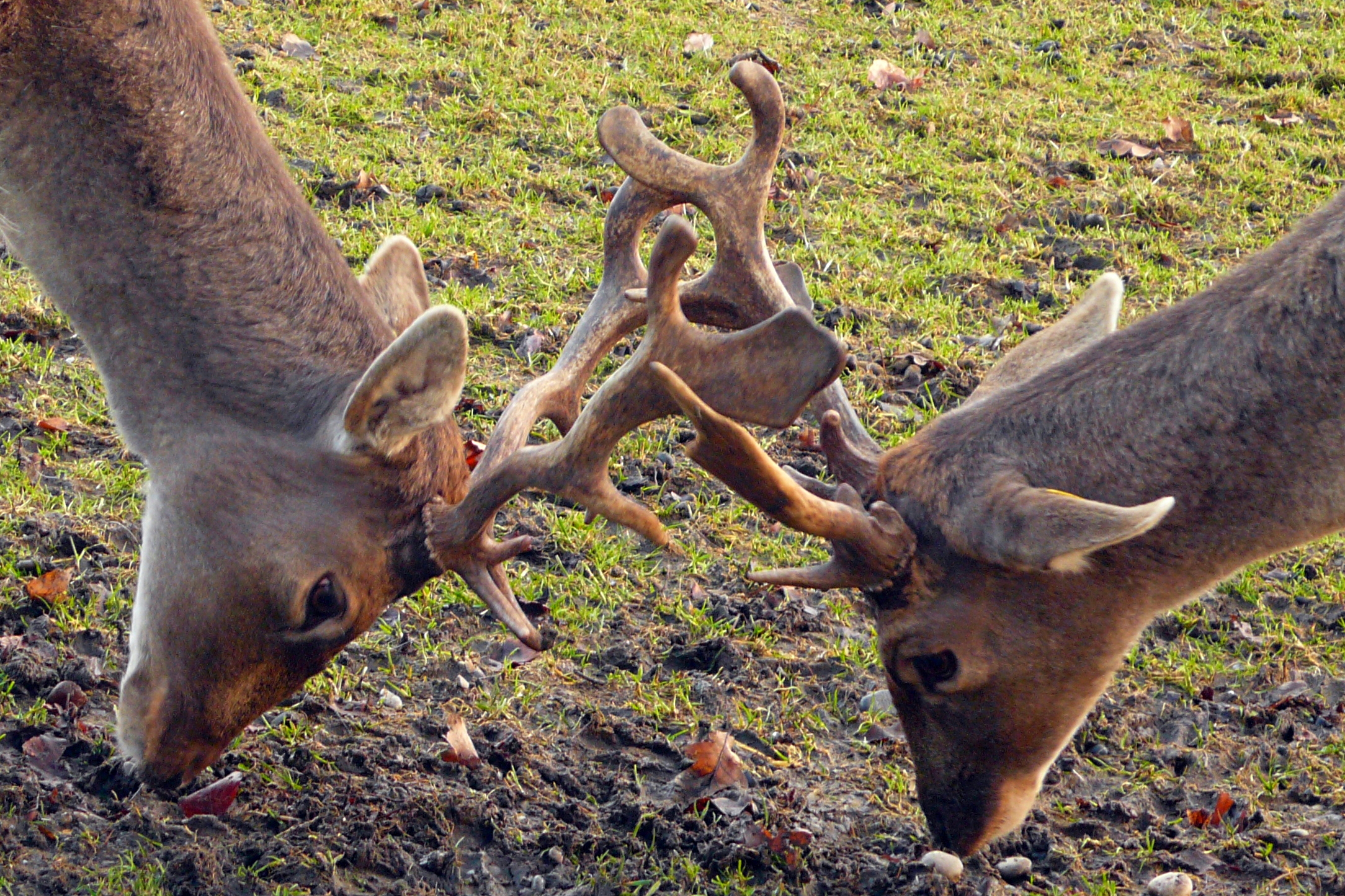
قتال الأيل أثناء التنافس على الإناث - سلوك جنسي شائع

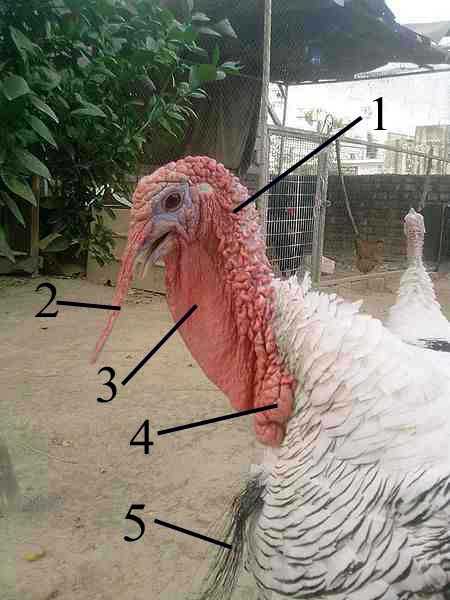
الهياكل التشريحية على رأس وحلق الديك الرومي الداجن. 1. العرف. أثناء السلوك الجنسي، تتضخم هذه الهياكل الخمسة أو تصبح ملونة زاهية.

يمكن أن يأخذ السلوك الجنسي الحيواني العديد من الأشكال المختلفة، حتى بين نفس الأنواع التزاوج المشترك أو الأنظمة ذات الدوافع التناسلية تشمل الزواج الأحادي، تعدد الزوجات، تعدد الأزواج، زواج تعددي والاختلاط. قد يكون السلوك الجنسي الآخر مدفوعًا بشكل تناسلي (على سبيل المثال الجنس بسبب الإكراه والسلوك الجنسي الظرفية) أو مدفوعاً بشكل غير تناسلي (مثل النشاط الجنسي بين الأنواع، والإثارة الجنسية من الأشياء أو الأماكن، أو الجنس مع الحيوانات النافقة، أو الجنس مع الحيوانات الميتة).[بحاجة لمصدر]
السلوك الفطري Innate behavior السلوك الفطري هو نتيجة للخصائص الموروثة للجهاز العصبي للكائنات الحية.ومن المعروف أيضا باسم السلوك الفطري أو المتأصل. السلوك الفطري ضروري لحياة الحيوانات مثل التكاثر والسلوك الأبوي والسلوك العدواني والبحث عن الطعام والتغذية وغيرها.

## السلوك الفطري ضروري لحياة الحيوانات مثل التكاثر والسلوك الأبوي والسلوك العدواني والبحث عن الطعام والتغذية وغيرها. السلوك الفطري مبرمج وراثيا. يُرَمَّزُ في الحمض النووي وينتقل من جيل إلى آخر. وهو موجود في الحيوانات التي تربى بمعزل عن بعضها البعض.يُنَفَّذ السلوك الفطري بنفس الطريقة في كل مرة، من قبل كل فرد

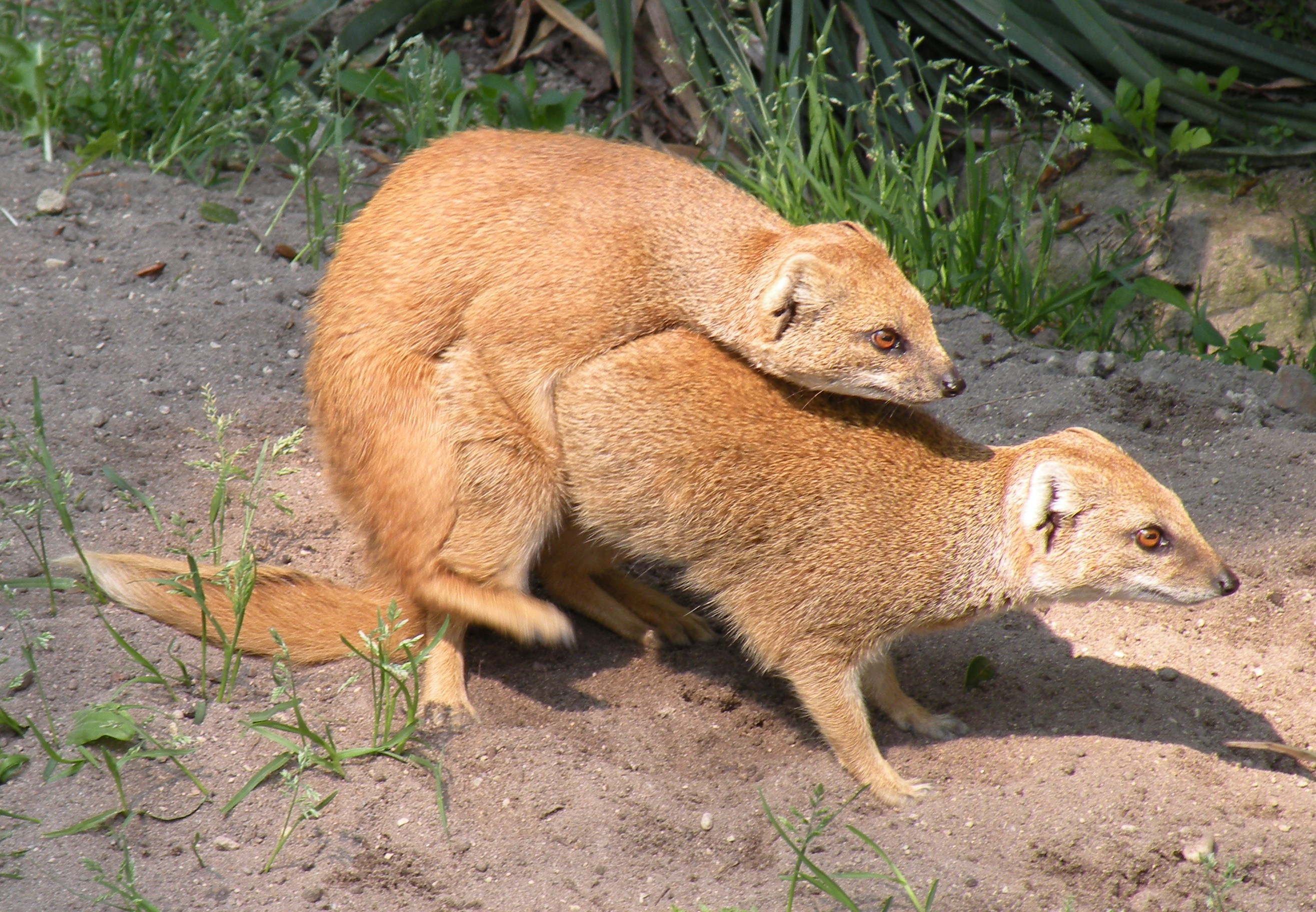

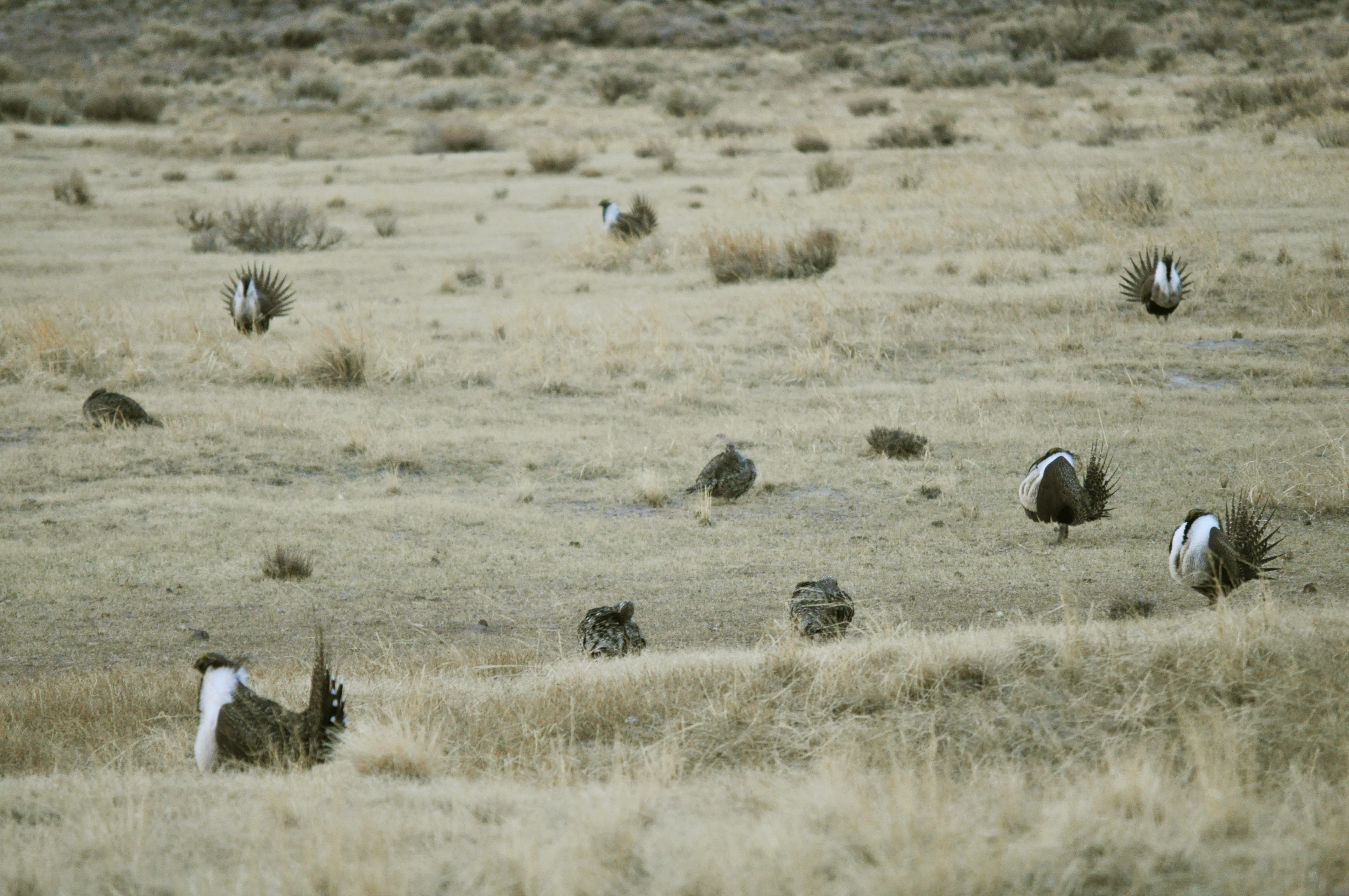

## الاستثمار الأبوي والنجاح الإنجابي

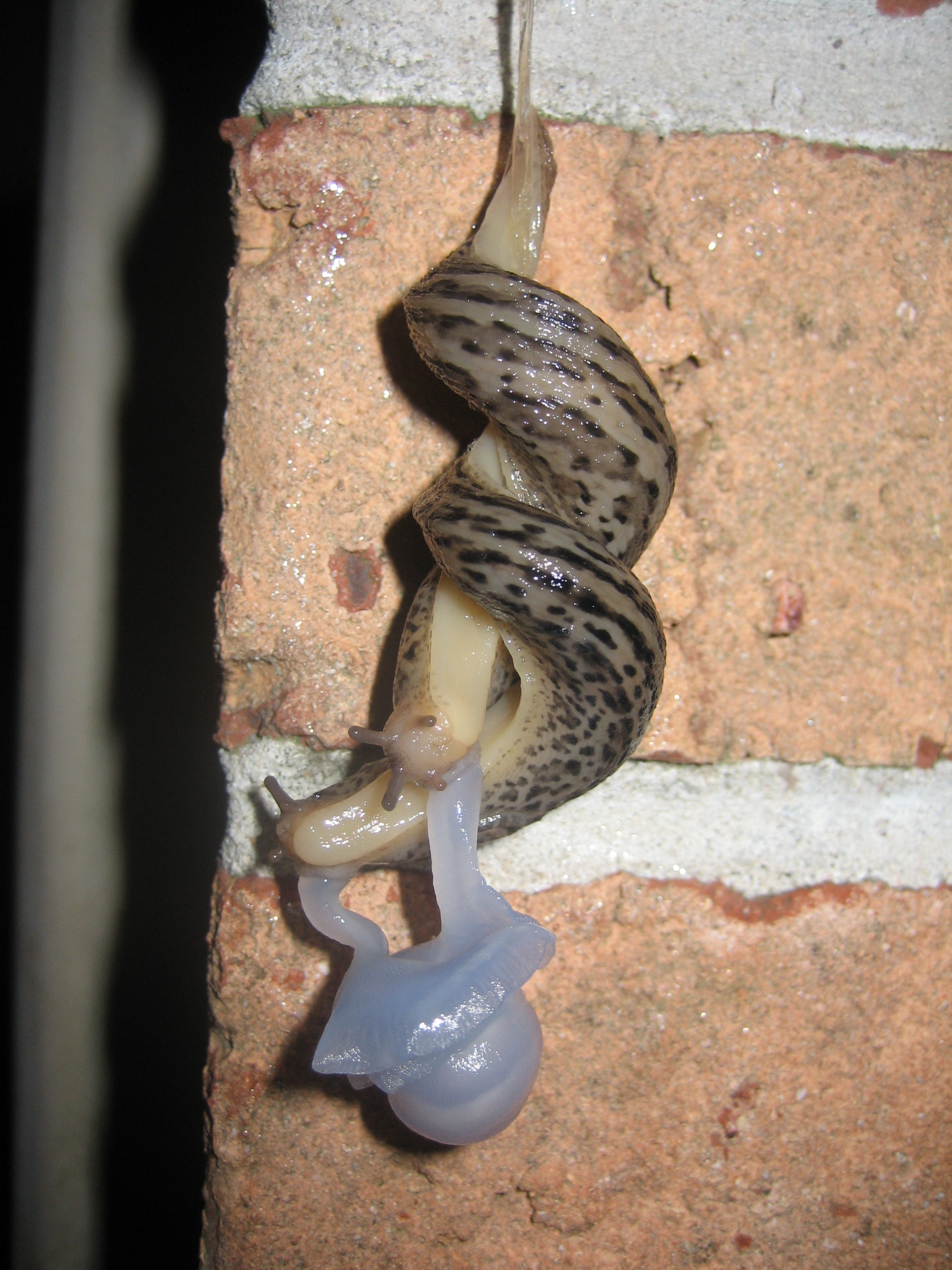
تزاوج الرخويات الرمادية المعلقة من خيط الوحل

## موسمية

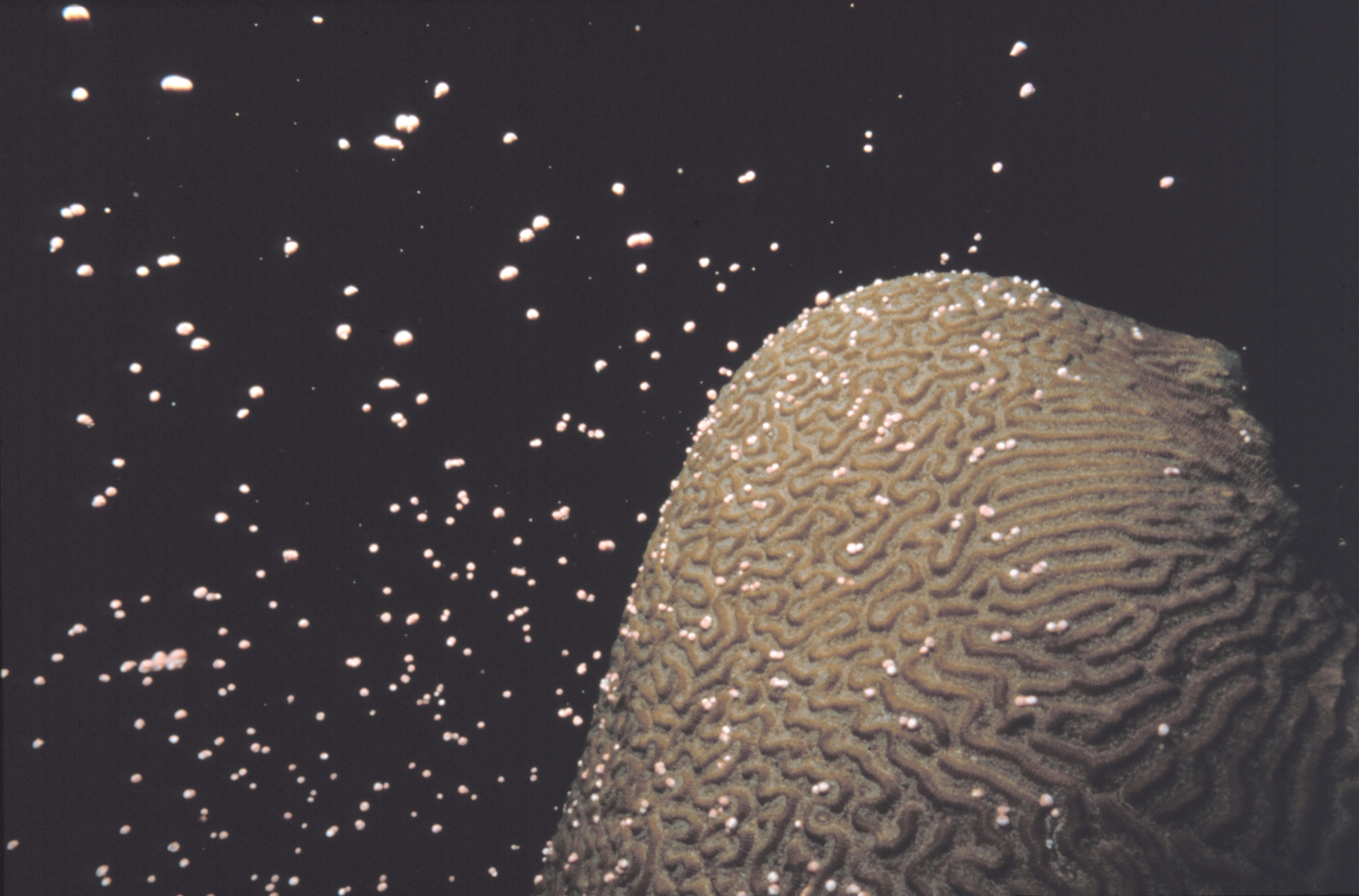
عادة ما يفرخ المرجان الدماغي فيما يتعلق بالقمر الكامل في أغسطس

### السلوك الجنسي الإنجابي

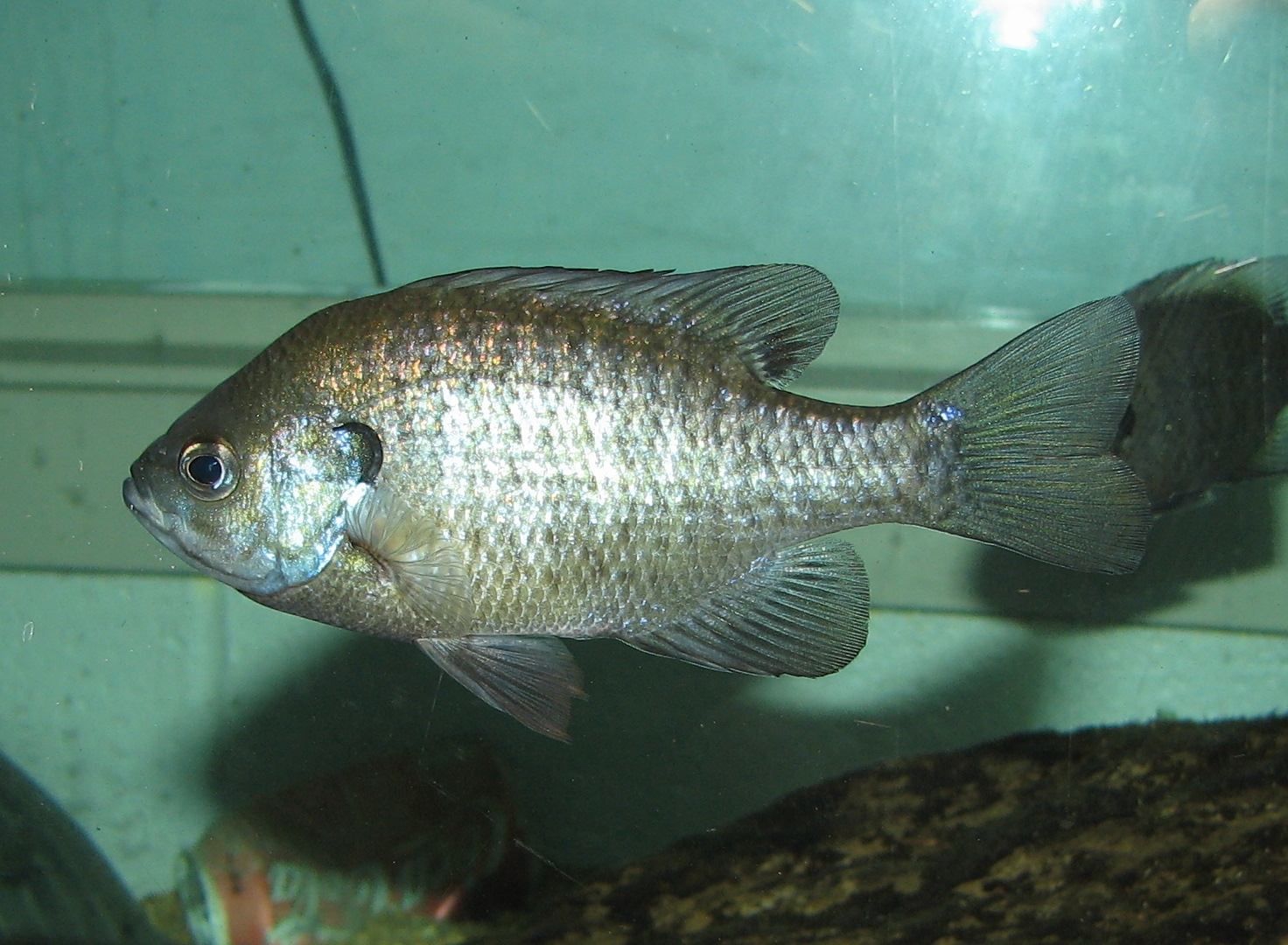
إن ذكور سمكة الشمس الزرقاء الصغيرة الذكور الديوث كبيرة من خلال اعتماد استراتيجيات حذاء رياضة.

#### خنوثة

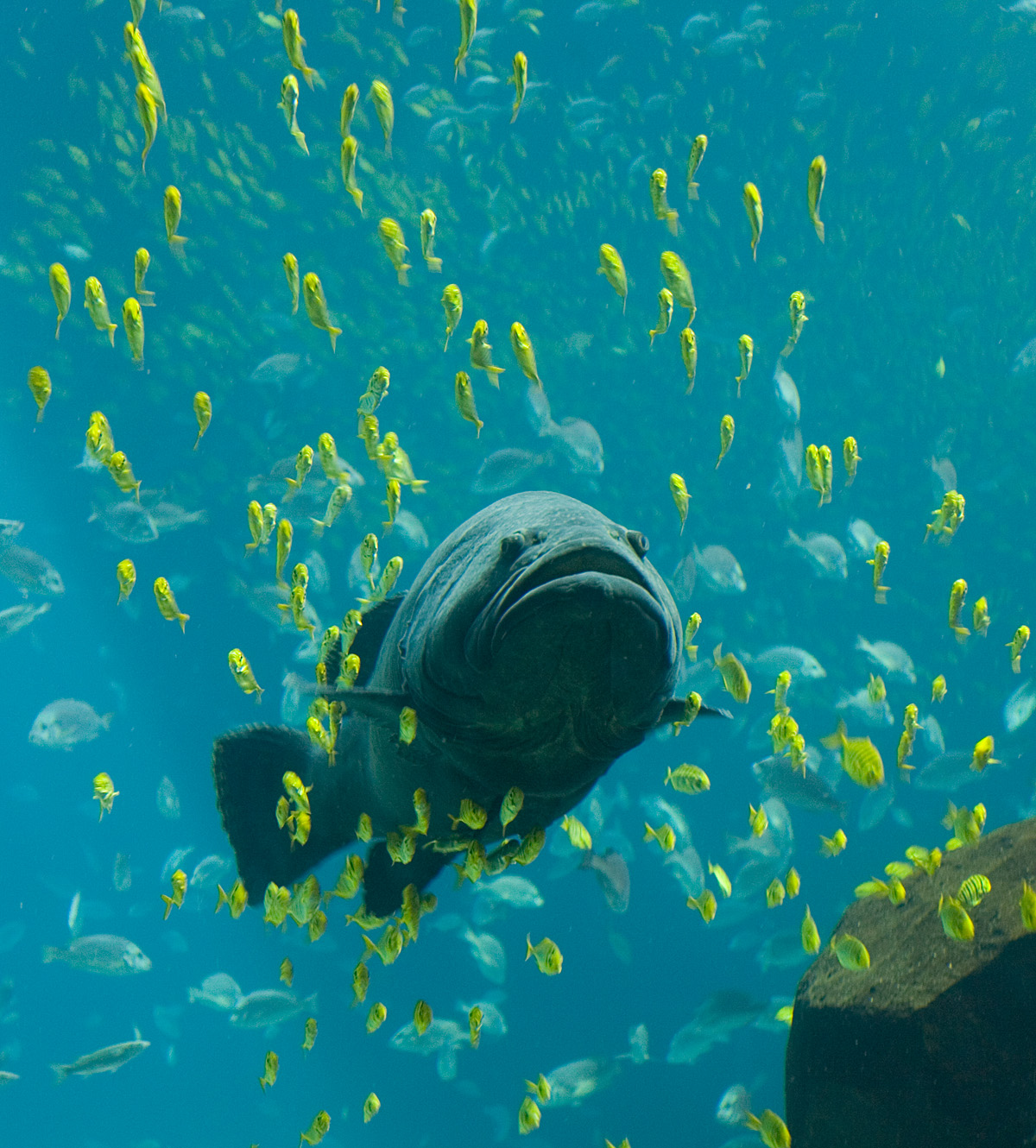
الإناث الهامور تغيير جنسها إلى ذكر إذا لم يكن الذكور هو متاح.

#### الإكراه الجنسي

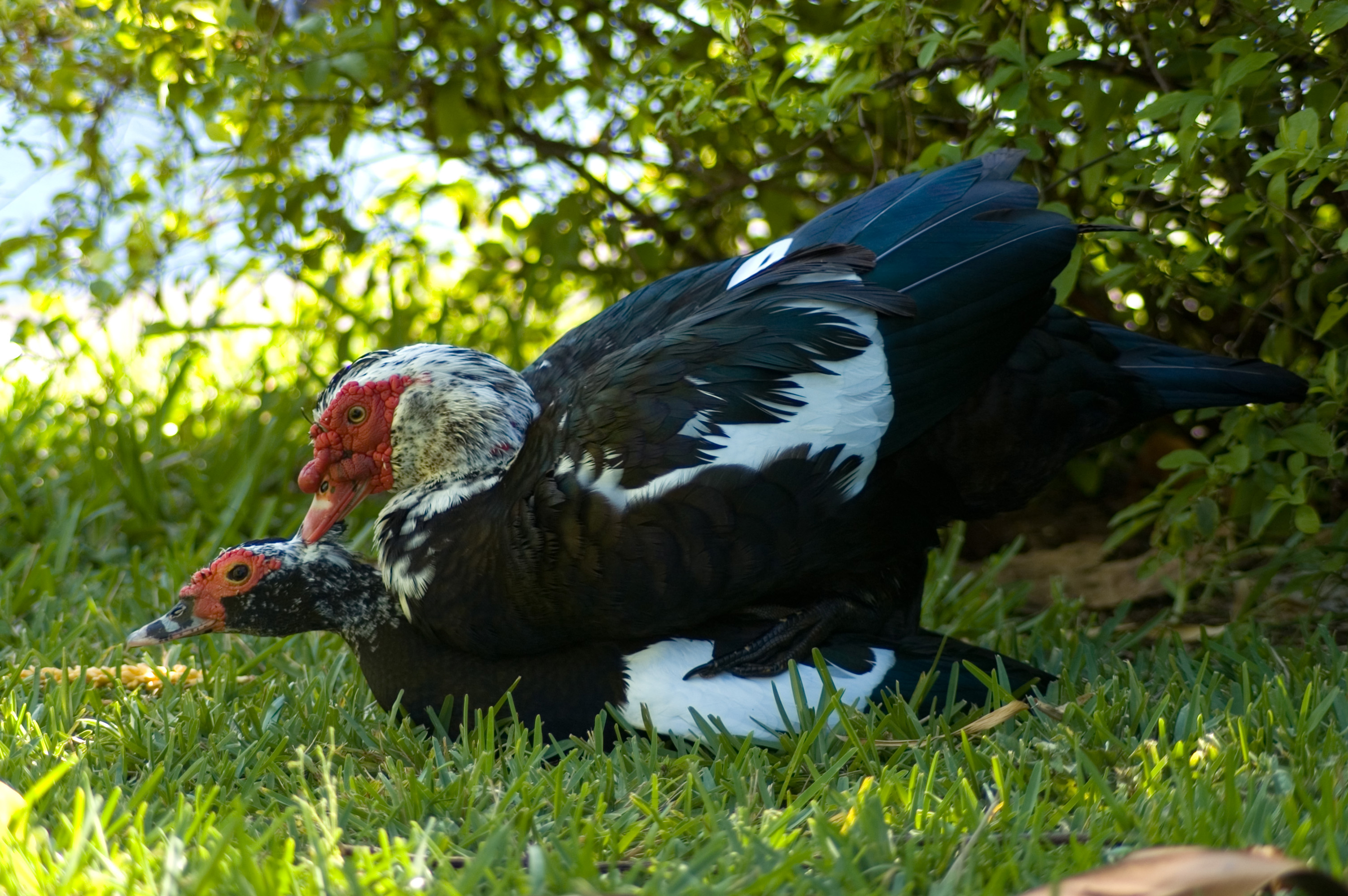
أثناء التزاوج ، عادة ما يجمد بطة المسكوف الأنثى الأنثى.

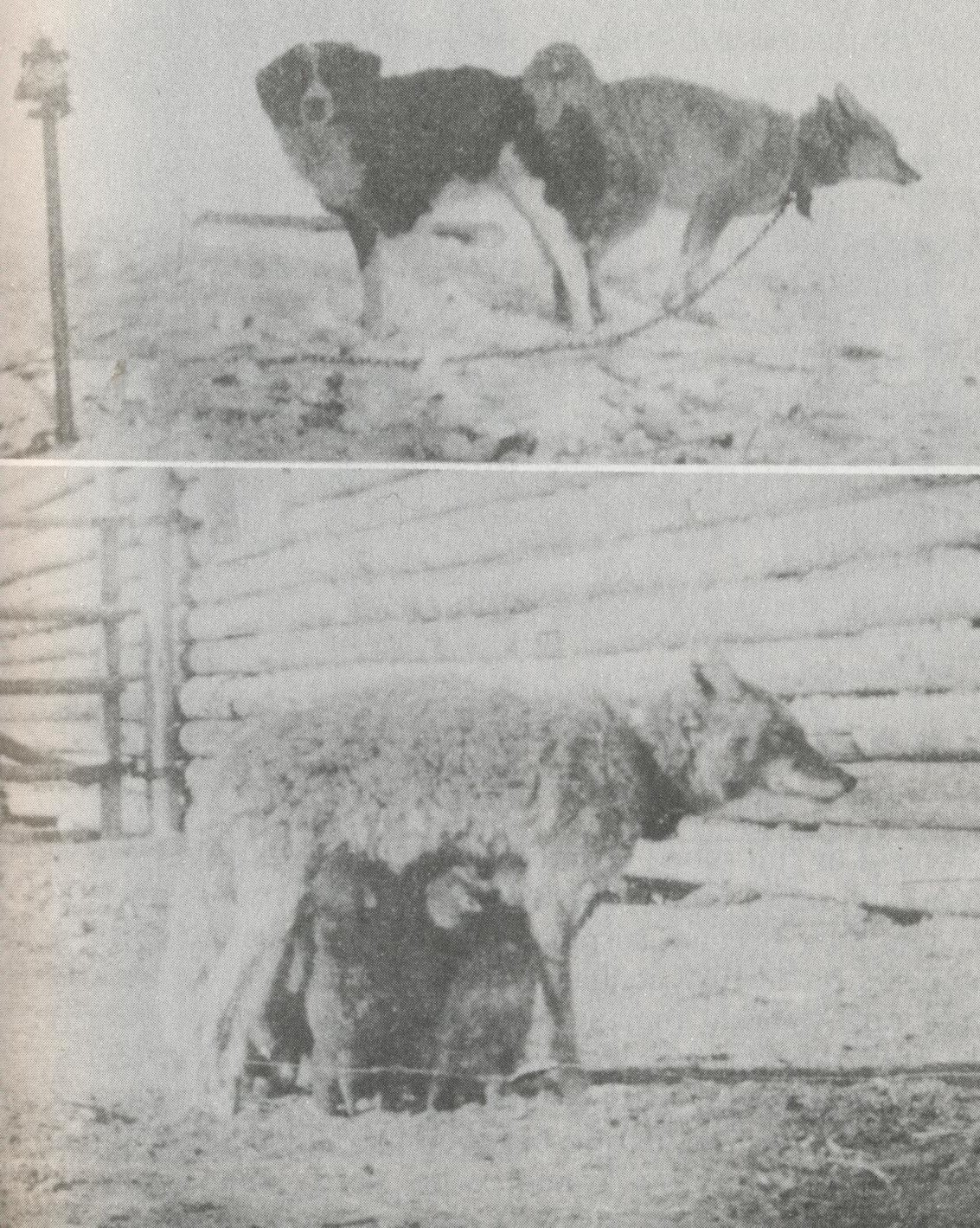
يتزاوج الكلب مع ذئب البراري لإنتاج هجين ذئب الكلب.

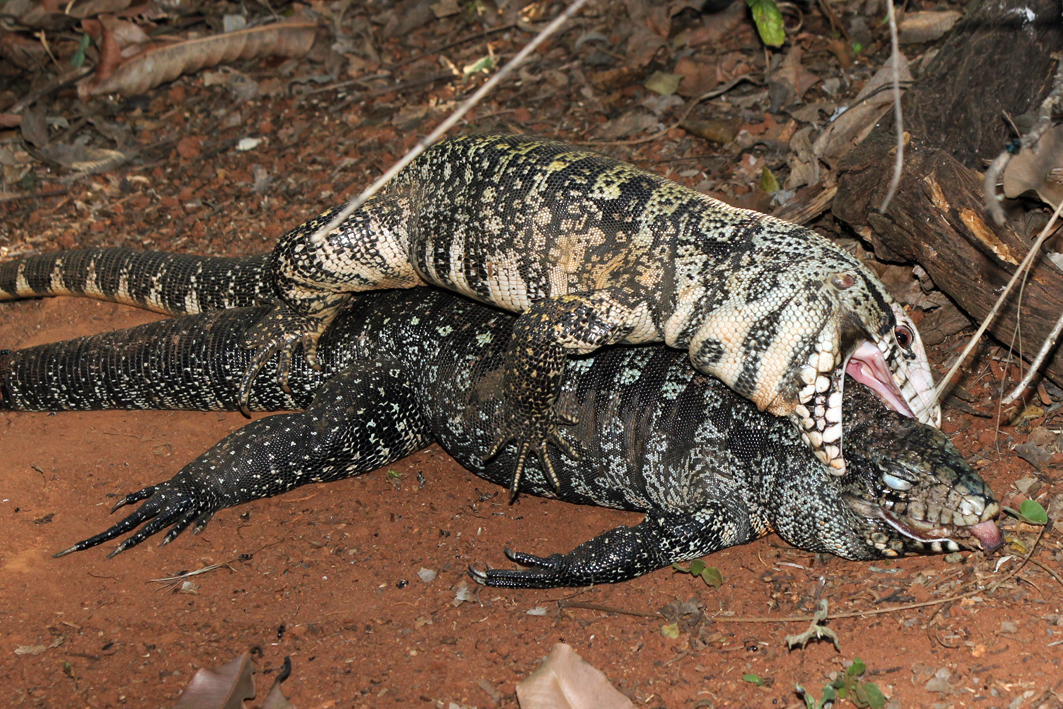
.

### الفقاريات

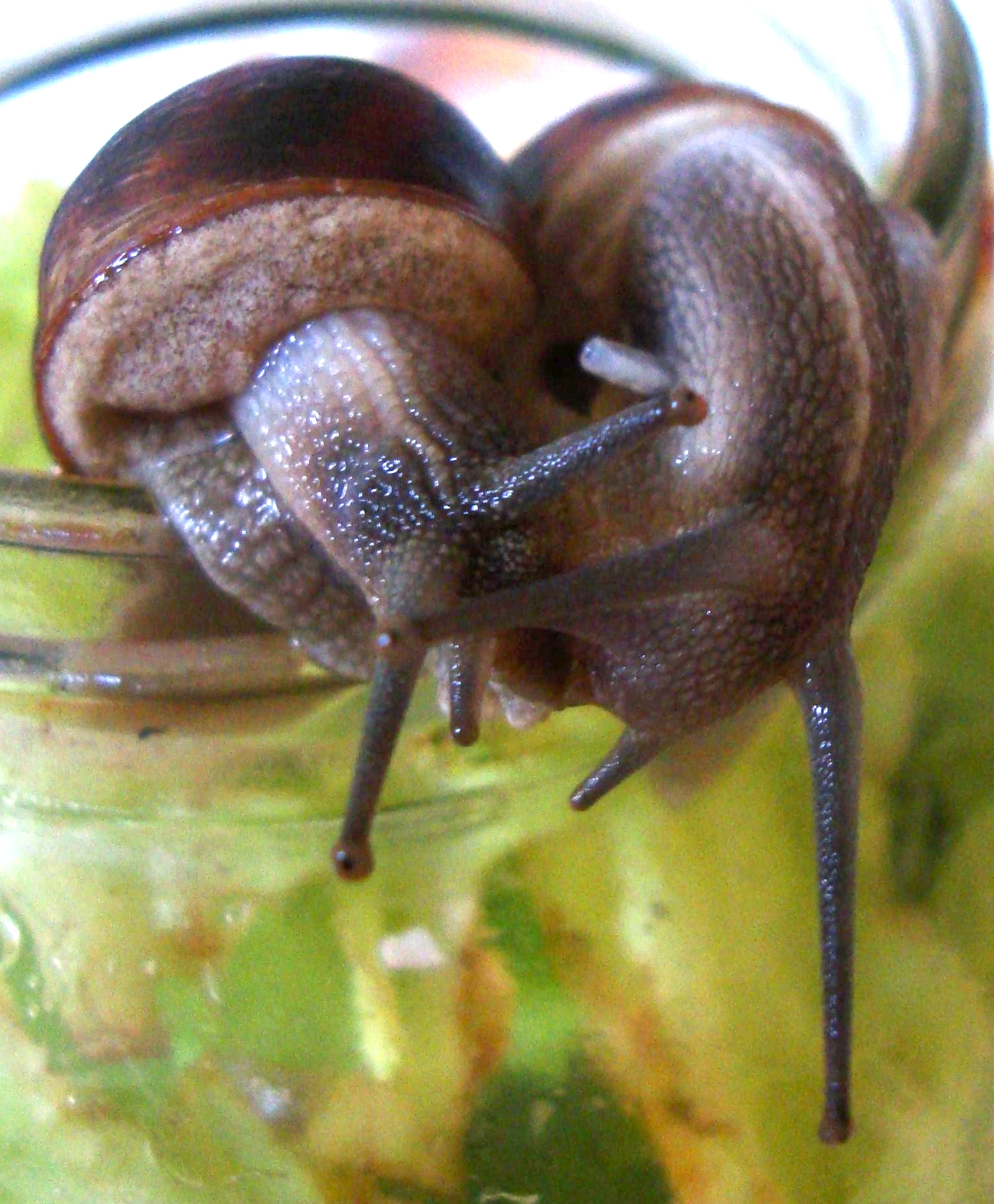

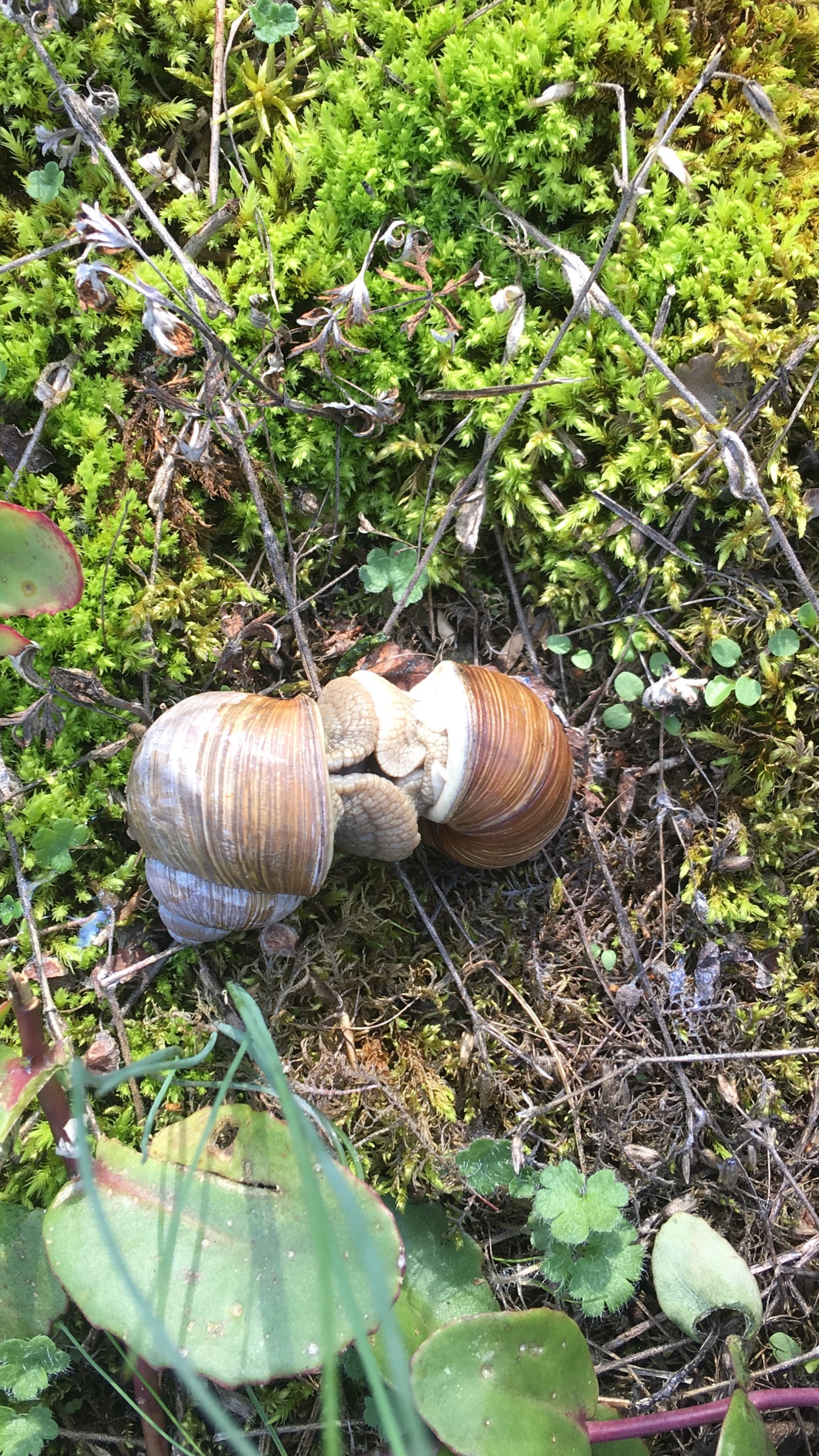
تزاوج الحلزون

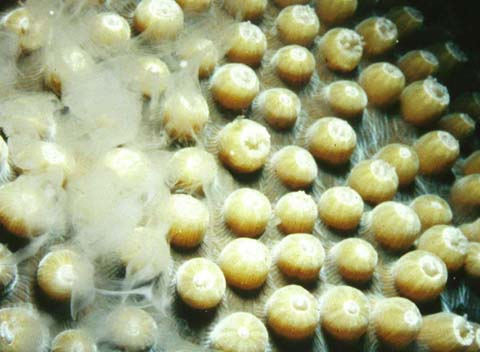
يطلق المرجان النجمي الذكر الحيوانات المنوية في الماء.